# Lista orașelor din Chile
Articolul de față este o listă a orașelor din Chile
În Chile, orice localitate cu peste 5.000 locuitori este considerată oraș. Această listă este bazată pe un raport al Institutului Național de Statistici al Chile din 2005, cu recensământ în 2002. În acest raport sunt anumerate 239 orașe.

## Lista orașelor după regiune

### Regiunea Arica și Parinacota
- Arica

### Regiunea Tarapacá
- Iquique
- Pozo Almonte
- Alto Hospicio

### Regiunea Antofagasta
- Antofagasta
- Estación Zaldívar
- Mejillones
- Taltal
- Calama
- Chuquicamata
- Tocopilla
- María Elena

### Regiunea Atacama
- Copiapó
- Caldera
- Tierra Amarilla
- Chañaral
- Diego de Almagro
- El Salvador
- Vallenar
- Huasco

### Regiunea Coquimbo
- La Serena
- Coquimbo
- Andacollo
- Vicuña
- Illapel
- Los Vilos
- Salamanca
- Ovalle
- Combarbalá
- Monte Patria
- El Palqui

### Regiunea Valparaíso
- Valparaíso
- Placilla de Peñuelas
- Casablanca
- Concón
- Las Ventanas
- Quilpué
- Quintero
- Villa Alemana
- Viña del Mar
- Los Andes
- Calle Larga
- Señor Pobre Béjares
- Rinconada
- San Esteban
- La Ligua
- Cabildo
- Quillota
- La Calera
- Hijuelas
- La Cruz
- Limache
- Nogales
- El Melón
- Olmué
- San Antonio
- Algarrobo
- Cartagena
- El Quisco
- El Tabo
- Las Cruces
- Santo Domingo
- San Felipe
- Catemu
- Llaillay
- Putaendo
- Villa Los Almendros
- Santa María

### Regiunea O'Higgins
- Rancagua
- Codegua
- Doñihue
- Lo Miranda
- Graneros
- Las Cabras
- Machalí
- San Francisco de Mostazal
- Gultro
- Peumo
- Punta Diamante
- Quinta de Tilcoco
- Rengo
- Requínoa
- San Vicente de Taguatagua
- Pichilemu
- San Fernando
- Chimbarongo
- Nancagua
- Palmilla
- Santa Cruz

### Regiunea Maule
- Talca
- Constitución
- Culenar
- Villa Francia
- San Clemente
- Cauquenes
- Curicó
- Hualañé
- Molina
- Teno
- Linares
- Longaví
- Parral
- San Javier
- Villa Alegre

### Regiunea Biobío
- Concepción
- Coronel
- Chiguayante
- Hualqui
- Lota
- Penco
- San Pedro de la Paz
- Santa Juana
- Talcahuano
- Tomé
- Hualpén
- Lebu
- Arauco
- Cañete
- Curanilahue
- Los Álamos
- Los Ángeles
- Cabrero
- Monte Águila
- La Laja
- Mulchén
- Nacimiento
- San Rosendo
- Santa Bárbara
- Huépil
- Yumbel
- Chillán
- Bulnes
- Coelemu
- Coihueco
- Chillán Viejo
- Quillón
- Quirihue
- San Carlos
- Yungay

### Regiunea Araucanía
- Temuco
- Labranza
- Carahue
- Cunco
- Freire
- Gorbea
- Lautaro
- Loncoche
- Nueva Imperial
- Padre Las Casas
- Pitrufquén
- Pucón
- Villarrica
- Angol
- Collipulli
- Curacautín
- Purén
- Renaico
- Traiguén
- Victoria

### Regiunea Los Ríos
- Valdivia
- Futrono
- La Unión
- Lanco
- Los Lagos
- San José de la Mariquina
- Paillaco
- Panguipulli
- Río Bueno

### Regiunea Los Lagos
- Puerto Montt
- Calbuco
- Fresia
- Frutillar
- Los Muermos
- Llanquihue
- Puerto Varas
- Castro
- Ancud
- Quellón
- Osorno
- Purranque
- Río Negro

### Regiunea Aisén
- Coihaique
- Puerto Aisén

### Regiunea Magallanes și Antarctica Chiliană
- Punta Arenas
- Puerto Natales

### Regiunea metropolitană Santiago
- Santiago
- Cerrillos
- Cerro Navia
- Conchalí
- El Bosque
- Estación Central
- Huechuraba
- Independencia
- La Cisterna
- La Florida
- La Granja
- La Pintana
- La Reina
- Las Condes
- Lo Barnechea
- Lo Espejo
- Lo Prado
- Macul
- Maipú
- Ñuñoa
- Pedro Aguirre Cerda
- Peñalolén
- Providencia
- Pudahuel
- Quilicura
- Quinta Normal
- Recoleta
- Renca
- San Joaquín
- San Miguel
- San Ramón
- Vitacura
- Puente Alto
- Pirque
- La Obra-Las Vertientes
- San José de Maipo
- Colina
- Lampa
- Batuco
- Tiltil
- San Bernardo
- Buin
- Alto Jahuel
- Bajos de San Agustín
- Paine
- Hospital
- Melipilla
- Curacaví
- Talagante
- El Monte
- Isla de Maipo
- Las Islita
- Padre Hurtado
- Peñaflor

## Orașe mari
În următoarea listă orașele cu peste 150.000 locuitori sunt aranjate după regiunea din care fac parte, în ordinea descreșterii numărului populației lor.
This list includes conurbations, absorption and cities with over 150,000 inhabitants. În paranteze este indicat locul orașului în clasamentul absolut al celor mai mari orașe chiliene Informația datează din 2008.
1. Zona metropolitană Santiago: 6.902.041 -2008-
  1. Maipu: 750.022 (1)
  2. Puente Alto: 702.948 (2)
  3. La Florida: 397.689 (3)
  4. San Bernardo: 298.888 (5)
  5. Las Condes: 279.695 (8)
  6. Peñalolén: 216.060 (10)
  7. La Pintana: 201.178 (13)
  8. Pudahuel: 192.258 (14)
  9. Santiago Centro: 187.231 (15)
  10. El Bosque: 175.594 (17)
  11. Ñuñoa: 163.511 (20)
2. Gran Valparaíso: 803.683
  1. Viña del Mar: 286.931 (4)
  2. Valparaíso: 263.499 (6)
3. Gran Concepción: 666.381
  1. Concepción: 212.003 (11)
  2. Talcahuano: 161.692 (21)
4. Greater La Serena: 296.253
5. Antofagasta: 285.255 (5)
6. Greater Temuco: 260.878
  1. Temuco: 227.086 (9)
7. Rancagua: 236.363
  1. Rancagua: 206.971 (12)
8. Talca absorption: 191.154
  1. Talca: 189.505 (16)
9. Arica: 175.441 (18)
10. Chillán: 165.528
11. Iquique: 164.396 (19)
12. Puerto Montt: 153.118 (22)

## Sursă
- Chile: Ciudades, Pueblos, Aldeas y Caseríos 2005, Institutul Național al Statisticilor - iunie 2005.